# Frame Count Cueing
Das Zählen der Einzelbilder eines Films und Abpassen, englisch frame count cueing, wird im Kopierwerk angetroffen. Das letzte Kader (vom französischen cadre = Rahmen) des Startbandes ist die Null. Danach folgt der Bildteil mit Zählung 1 bis n.
Beim Duplizieren von Filmen wird das Kopierlicht als Ganzes oder in den drei Farben Rot, Grün, Blau für jede einzelne Szene angepasst. Die Kopiermaschine ist mit einem Impulsgeber oder einem Zähler ausgestattet, wonach die gespeicherten Werte für den Film zur richtigen Zeit aufgerufen werden. Bei den ersten Systemen hatte man die Werte in Lochstreifen aus Papier festgehalten, heute geschieht die Datenverwaltung elektronisch.
Hauptvorteil des FCC ist, dass der Film, insbesondere das Kameranegativ, keine physische Beeinträchtigung durch Schaltkerben oder aufgebrachte Kontaktmaterialien erfährt. Nachteil vom FCC ist die Trennung der Kopierlichtdaten vom Film. Einen mit Kerben versehenen Streifen kann man ohne weiteres durchsehen und dabei erkennen, wo überhaupt Lichterwechsel beabsichtigt sind. Nachteilig ist beim Kerbensystem, dass man bei Änderungen der Szenenfolge oder von Kopierlichtern neue Kerben anbringen muss, was zu Verwirrung führen kann. Mit FCC ist die Umstellung der „Lichter“ problemlos machbar. Die Bilderzahl ist nicht begrenzt. Bilderzahlen können leicht in den Timecode umgerechnet werden.
Ein neues Farblicht-Steuersystem für Filmkopieranlagen mit FCC ist das europäische Memochrome. Es ist 2007 zum ersten Mal eingesetzt worden.